# 杏园乡 (定西市)
杏园乡，是中华人民共和国甘肃省定西市安定区下辖的一个乡镇级行政单位。

## 行政区划
杏园乡下辖以下地区：
刘家湾村、郑家川村、李家河村、康家庄村、南家川村、牛营村、白虎村、张家山村和朱家湾村。